# Amblyomma cruciferum
Amblyomma cruciferum (лат.) — вид клещей рода Amblyomma из семейства Ixodidae. Центральная Америка: Гаити и Mona Islands. Взрослые стадии клещей и их нимфы паразитируют на пресмыкающихся, главным образом, на игуанах Cyclura cornuta и Cyclura stejnegeri. У самцов спинной жесткий щиток прикрывает все тело, у самок треть. Вид был впервые описан в 1901 году французским зоологом профессором Л. Г. Ньюманном (Neumann L. G.; 1846—1930).